# Замок Эдзел
Замок Эдзел (англ. Edzell Castle) — замок в округе Ангус в Шотландии, в нескольких километрах к северу от города Брикин.
Средневековый ‘приятный уголок’, где находятся остатки 400-летнего сада, обнесенного декоративной каменной стеной с вырезными нишами, был недавно реконструирован как шотландский сад семнадцатого века, относящийся к эпохе Возрождения.
Сад замка Эдзел был, как следует из мемориальной доски в окружающей сад стене, разбит в 1604 году, когда замком и землями владели сэр Дэвид Линдсей, лорд Эдзел, и его вторая жена, Изабелла Форбс. В исторических хрониках того времени содержится мало сведений, которые могут пролить свет на появление общего дизайна сада и посадок, но его наиболее потрясающая особенность, декоративная каменная стена с вырезными нишами, существует до сих пор и показывает, насколько тесно сэр Дэвид и его главный каменщик должны были сотрудничать при проектировании сада.
Эта стена образует три стороны ‘приятного уголка’ (закрытого сада, предназначенного для досуга и отдыха), последнюю сторону сада образовали руины крепости и другие остатки каменных строений. Лучший вид на весь сад открывается из окон башни крепости или из садового домика, стоящего в южном углу. В другом углу сада расположена купальня.
Тем, что делает эту декоративную стену исключительной, не считая того факта, что она сохранилась неповрежденной почти 500 лет, является тот способ, при помощи которого она была разделена на секции. Пилястры не сохранились, но остались фундамент, верхняя часть и средняя часть стены. Секции стены обладают углублениями, расположенными в шахматном порядке, где могут гнездиться птицы или расти цветы, и над которыми находятся ниши, в которых, предположительно, когда-то располагались статуи, с также одним, большим по размеру, удлиненным углублением, расположенным под рельефной каменной панелью с рельефной рамой. Эти скульптурные работы изображают на восточной стене Земных богов, на южной стене — Свободные искусства, а на западной стене — Четыре главные добродетели.
Очень немногое известно о первоначальных посадках или расположении партера. То, что существует сегодня — это воображаемая и исторически достоверная реконструкция того, каким мог бы быть парк в поместье начала семнадцатого века. При этом следует учитывать то, что реконструкция сада началась в 1930-х годах, после 150 лет запустения.
Для проектирования четырёх треугольных клумб (одна в каждом углу) было сделано восемьдесят планов, замысловатый дизайн основан на шотландском чертополохе, английской розе и французской лилии. Между ними, окружая центральную приподнятую часть сада, образованную подстриженными тисами, окруженными четырьмя ‘шарами’ из тиса, расположены по диагонали цветочные клумбы с замысловатыми надписями из подстриженного самшита. Они провозглашают девизы семьи Линдсей: Dum spīro, spēro ('Пока я дышу, я надеюсь') и Endure forte ('Стойко сносить невзгоды '). Центральные части этих клумб заполнены красными и желтыми розами. В книге The «History of Gardens» (История садов) Тэкера указано, что красные Tropaeolum speciosum (настурции прекрасные), вьющиеся вокруг центрального тиса, не были распространены в Британии до 1840-х годов, хотя другие виды настурций были представлены в Европе в шестнадцатом веке.
Как бы то ни было, несмотря на подобную незначительную критику, замком Эдзелем восхищаются как одной из первых удавшихся попыток создать исторически достоверную реконструкцию сада начала семнадцатого века, а также тем, насколько безукоризненно Шотландское министерство по историческим зданиям и памятникам содержит его.